# خواهران میرابال
خواهران میرابال

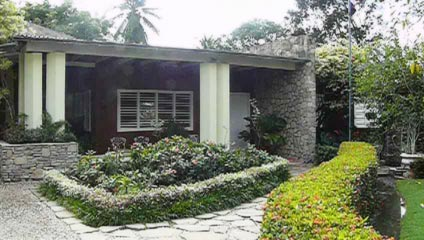

خواهران میرابال (با نام اسپانیایی las hermanas Mirabal) چهار خواهر اهل جمهوری دومنیکن بودند با نام‌های پاتریا، مینروا، ماریا ترزا و دِده که از مخالفان دیکتاتور معروف تروخیو بودند و در فعالیت‌هاو مبارازت مخفیانه علیه رژیم مشارکت داشتند.
سه خواهر از چهار خواهر (پاتریا، مینروا و ماریا ترزا) در ۲۵ نوامبر ۱۹۶۰ به قتل رسیدند. دده تنها خواهر بازمانده در فوریه ۲۰۱۴ به مرگ طبیعی درگذشت.
قتل خواهران میرابال آن‌ها را به «نمادی از مبارزات مردمی و فمینستی» تبدیل کرد.
در سال ۱۹۹۹ مجمع عمومی سازمان ملل به افتخار آن‌ها روز ۲۵ نوامبر را به عنوان روز بین‌المللی مبارزه با خشونت علیه زنان اعلام کرد.

## خواهران
پاتریا مرسدس میرابال ریِس: (٢٧ فوریه ١٩٢٢ - ٢۵ نوامبر ١٩۶٠)
ماریا آرخنتینا مینروا میرابال ریِس: (١٢ مارس ١٩٢٧ - ٢۵ نوامبر ١٩۶٠)
آنتونیا ماریا ترزا میرابال ریِس: (١۵ اکتبر ١٩٣۴ - ٢۵ نوامبر ١٩۶٠)
بلژیکا آدله میرابال ریِس: (١ مارس ١٩٢۴ - ١ فوریه ٢٠١۴)

## سال‌های کودکی
خانوادهٔ میرابال در منطقه سیباو دومنیکن مزرعه دار بودند. چهار خواهر توسط والدینشان انریکه میرابال فرناندز و مرسدس ریِس کامیلو در یک خانوادهٔ طبقه متوسط پرورش یافتند.
بلژیکا که به نام دِدِه خوانده میشد، برخلاف سه خواهر دیگر به کالج نرفت. او به عنوان زنی خانه‌دار در ادارهٔ تجارت خانوادگی شامل کشاورزی و گله داری مشارکت می‌کرد.

### پاتریا مرسدس میرابال ریِس
پاتریا مرسدس میرابال ریِس، بزرگترین خواهر در ۲۷ فوریه ۱۹۲۴ به دنیا آمد. وقتی ۱۴ ساله بود به مدرسه شبانه‌روزی کاتولیک کولخیو اینماکولادا کونسّسیون در لا وگا فرستاده شد. وقتی ۱۷ ساله بود مدرسه را ترک کرد و با کشاورزی به نام پدرو گونزالز که بعدها در مبازرات پاتریا بر علیه رژیم تروخیو او را همراهی کرد، ازدواج نمود.
از پاتریا نقل شده‌است: " ما نمی‌توانیم اجازه دهیم فرزندانمان در این فساد و استبداد رشد کنند. ما باید با آن مبارزه کنیم و من حاضرم در این راه از هرچیزی بگذرم حتی در صورت ضرورت از زندگی‌ام. "

### ماریا آرخنتینا مینروا میرابال ریِس
ماریا آرخنتینا مینروا میرابال ریِس، سومین خواهردر ۱۲ مارس ۱۹۲۶ به دنیا آمد. در ۱۲ سالگی به خواهرش پاتریا در کولخیو اینماکولادا پیوست و پس از فارغ‌التحصیل شدن به دانشگاه سانتو دومینگو رفت.
او به تحصیل حقوق پرداخت اما از آنجا که در سال ۱۹۴۹ به پیشنهادات عاشقانهٔ تروخیو پاسخ منفی داد، موفق به دریافت مدرک لیسانسش نشد.
وی در دانشگاه با همسرش مونولا تاوارس خوستو که از مبارزین بر علیه تروخیو بود، آشنا شد.
مینروا در میان خواهرانش از همه رادیکالتر بود و چندین بار با دستور شخص تروخیو دستگیر و مورد تعرض واقع شد.
از او نقل شده‌است: " مایهٔ خوشحالی است که هر آنچه مقدور است برای کشورمان که از اینهمه فلاکت رنج می‌برد انجام دهیم. خیلی غم انگیز است که کسی به دست به سینه ایستادن اکتفا کند. "

### آنتونیا ماریا ترزا میرابال ریِس
آنتونیا ماریا ترزا میرابال ریِس، چهارمین و جوانترین خواهر در ۱۵ اکتبر ۱۹۳۵ به دنیا آمد. او پس از اتمام کولخیو اینماکولاد در ۱۹۵۴ از کالج لیسه دو سانفرانسیسکو دِماکوریس فارغ‌التحصیل شد و سپس در دانشگاه سانتو دمینگو رفت به تحصیل ریاضیات پرداخت.
بعد از اتمام تحصیلاتش با لئوناردو گوزمن ازدواج کرد.
او به شدت خواهر بزرگش مینروا را تحسین می‌کرد و تفکرات سیاسی او را با شور و اهتمام دنبال می‌کرد.
ماریا ترزا نیز با دستور مستقیم تروخیو بازداشت و مورد تعرض قرار گرفت. از او نقل شده‌است: «شاید که نزدیکترنی چیز به ما مرگ باشد ولی این موضوع مرا نمی‌ترساند. ما باید برای آنچه عادلانه است به مبارزه ادامه دهیم.»

## فعالیت‌های سیاسی
مینروا تحت تأثیر عمویش به جنبشهای سیاسی بر علیه تروخیو پیوست که از ۱۹۳۰ تا ۱۹۳۸ و از ۱۹۴۲ تا ۱۹۵۲ رئیس‌جمهور رسمی کشور، اما عملاً از ۱۹۳۰ تا ۱۹۶۱ زمانی که به قتل رسید دیکتاتور و گرداننده اصلی در پشت صحنهٔ سیاسی کشور بود.
خواهران مینروا از او در پیوستن به جنبش تبعیت کردند: در ابتدا ماریا ترزا کسی که پس از زندگی در خانهٔ مینورا از فعالیت‌های او آگاه شد و سپس پاتریا پس از اینکه شاهد کشتار جمعی گروهی از مردم در یک مراسم مذهبی توسط مردان تروخیو بود به آن‌ها ملحق شد.
دِدِه، شاید بیشتر از آن جهت که همسرش خایمتو موافق نبود به آن‌ها نپیوست. مینروا، ماریا ترزا و پاتریا با الهام از کشتاری که پاتریا شاهدش بود، گروهی به نام جنبش چهاردهم ژوئن علیه رژیم تروخیو تشکیل دادند. آنان به پخش اعلامیه دربارهٔ کسانی که توسط تروخیو کشته می‌شدند و جمع‌آوری لوازم موردنیاز برای سلاح‌ها و بمب‌هایی بودند اقدام می‌کردند. در داخل گروه سه خواهر خودشان را "لا ماری پوساس " یا پروانه‌ها می‌نامیدند که از نام زیرزمینی مینروا گرفته شده بود.
مینروا و ماریا ترزا دستگیر شدند ولی خوشبختانه به خاطر مخالفت‌های بین‌المللی گسترده بر علیه رژیم تروخیو مورد شکنجه قرار نگرفتند. آن دو به همراه همسرانشان و همسر پاتریا در بازداشتگاه ویکتوریا در سانتو دومینگو زندانی شدند.
در ۱۹۶۰ سازمان کشورهای آمریکایی فعالیت‌های تروخیو را محکوم کرد و ناظرانی به دومنیکن فرستاد. در این زمان مینروا و ماریا ترزا آزاد شدند ولی همسرانشان در حبس ماندند.
در سایت اینترنتی که برای یادمان آن‌ها ساخته شده به نام، پرسش کردن را بیاموز، مؤلف می‌نویسد «مهم نیست تروخیو چند بار آن‌ها را به زندان انداخت، مهم نیست که چقدر از اموال و دارایی‌های آن‌ها توقیف شد، مینروا، پاتریا و ماریا ترزا هرگز تسلیم نشدند و هرگز از مأموریتشان برای برقراری دموکراسی و آزادی‌های مدنی برای مردم این جزیره چشم پوشی نکردند.»

## ترور
در ۲۵ نوامبر ۱۹۶۰ پاتریا، مینروا و ماریا ترسا و رانندهٔ آن‌ها رافینو دلا کروز، به ملاقات همسران زندانی ماریا ترزا و مینورا رفته بودند. آنان در راه بازگشت به خانه توسط مأمورین تروخیو متوقف شدند. مأمورین آن‌ها را از هم جدا کرده، با باتوم مورد ضرب و شتم قرار داده و خفه کردند. سپس بدن های بی جان آن‌ها جمع‌آوری و در ماشین جیپ گذاشته و از جاده‌ای کوهستانی به پایین رها کردند، با این هدف که مرگ آن‌ها یک تصادف به نظر برسد.
بعد از ترورِ تروخیو در ۱۹۶۱ ژنرال "پاپو رومن" تصدیق کرد که از کشته شدن آنان توسط ویکتور آلیسینیو پینیا ریورا، مرد دست راستی تروخیو به همراه سیریاکو دلا روسا، رومان امیلیو روخاس هٔ آلفونسو کروس والریا و ایملیو استرادا مالتا اعضا پلیس مخفی تروخیو اطلاع داشته‌است.
درخصوص اینکه تروخیو مستقیماً دستور قتل آنان را صادر کرده بود یا پلیس مخفی راساً اقدام کرده، کوالیر نوشته "ما می‌دانیم که دستوراتی از این نوع نمی‌توانست از جایی پایین‌تر از رده حاکمیت صادر شده باشد. بدون دستور مستقیم خود تروخیو یا حداقل با موافقت ضمنی اون چنین اقدامی امکانپذیر نبود."
همچنین یکی از عاملان ترور سیریاکو دلاروسا گفت: من سعی کردم از این فاجعه جلوگیری کنم اما نمی‌توانستم، چرا که در این صورت تروخیو همهٔ ما را می‌کشت.

## پس از واقعه
براساس گفته‌های مورخ "برنارد دیدریچ"، ترور خواهران میرابال "بیش از سایر جنایات تروخیو مردم دومنیکن را متاثر کرد." و راه را برای ترور شخص تروخیو که شش ماه بعد اتفاق افتاد هموار نمود.
جزییات قتل خواهران میرابال به شکل محتاطانه‌ای فقط در سطوح بالا مورد بررسی قرار گرفت تا سال ۱۹۹۶ که رئیس‌جمهور خواکین بالاگوئر پس از دو دهه مجبور به افشای جزییات بیشتری شد.
بالاگوئر که در زمان ترور رئیس‌جمهور بود در حقیقت شاگرد و دست آموختهٔ تروخیو بود (گرچه در آن زمان سعی می‌کرد با حفظ فاصله از زنرال تورخیو تصویر سیاستمداری معتدل تر از خودش ترسیم کند).
در سال ۱۹۹۷ طی بازنگری سرفصل‌های درس تاریخ در مدارس دولتی خواهران میرابال با عنوان شهدای ملی معرفی شدند.
در دوران پسا – بالاگوئر اتفاقات بسیاری به وقوع پیوست که موجب افزایش احترام و جایگاه خواهران میرابال شد، از آن جمله برقراری نمایشگاهی از متعلقاتشان در موزهٔ ملی تاریخ و جغرافی در سانتو دومینگو و جایگزین کردن یادبود افتخار تروخیو با نقاشی دیواری به افتخار خواهران میرابال.
بعد از ترور، دده، تنها خواهر بازمانده خود را وقف محافظت از میراث خواهرانش نمود. او تربیت شش فرزند آن‌ها را عهده‌دار شد از جمله مینو تراوارِس میرابال دختر مینروا کسی که از سال ۲۰۰۲ قائم مقام حوزهٔ ملی در مجلس سفلی کنگرهٔ دومنیکین و پیش از آن در سال‌های ۱۹۹۶ تا ۲۰۰۰ قائم مقام وزارت خارجه بود.
از فرزندان خودِ دده، جیم دیوید فرناندز میرابال، وزیر محیط زیست و منابع طبیعی و معاون سابق رئیس‌جمهور دومنیکن بود.
در ۱۹۹۲ دده بنیاد خواهران میرابال را پایه‌گذاری کرد و در ۱۹۹۴ موزهٔ خواهران میرابال را در زادگاهشان سالکدو بازگشایی نمود.
از او در ۲۵ اگوست ۲۰۰۹ کتابی منتشر شد به نام ویواس سو خاردین (همیشه زنده در باغچهٔ آن‌ها). وی تا سال ۲۰۱۴ زمان مرگش در ۸۸ سالگی در خانهٔ سالکدو همان جایی که خواهرانش به دنیا آمده بودند زندگی کرد.

## میراث
در ۱۷ دسامبر ۱۹۹۹ مجمع عمومی سازمان ملل، ۲۵ نوامبر را به افتخار خواهران میرابال به عنوان روز بین‌المللی مبارزه با خشونت بر علیه زنان اعلام نمود. این روز اولین روز از یک بازهٔ ۱۶ روزه از مناسبت هایی در خصوص فعالیت علیه خشونت جنسی است. آخرین روز از این دوره یعنی روز ۱۰ دسامبر "روز بین‌المللی حقوق بشر" است.
در ۲۱ نوامبر ۲۰۰۷ نام استان سالکدو به استان خواهران میرابال تغییر نام داد.
بر روی اسکناس ۲۰۰ پزویی دومینیکن تصویر خواهران میرابال حک شده و تمبری نیز به یادبود آنان منتشر شده‌است.
ابلیسک (نماد افتخار) ۱۳۷ فوتی که به دستورتروخیو در ۱۹۳۵ به مناسبت تغییر نام پایتخت، از سانتو دومینگو به سویداد تورخیو ساخته شد با نقاشی دیواری به افتخار خواهران میرابال پوشانده شد.
در۱۹۹۷ شرکت مخابراتی کدتل اسپانسر اجرای مجدد این نقاشی دیواری توسط السا نونیز شد. هر چند سال یکبار این تصویر از نو نقاشی می‌شود.
در ۲۰۰۵ آمایا سالازار این تصویر را نقاشی کرد.
در ۲۰۱۱ بانکو دل پروگرسو (بانگ پروگرس) اسپانسر باز اجرایی این نقاشی توسط داستین مونیز شد.
به عنوان نمادی جهانی برای عدالت اجتمالی و فمینیسم، خواهران میرابال الهام بخش پیدایش سازمان‌های بسیاری با محوریت پاسداری از میراث آنان شدند. یکی از این سازمان‌ها مرکز فرهنگی خواهران میرابال است یک سازمان غیرانتفاعی که در زمینهٔ بهبود وضعیت خانواده‌های مهاجر فعالیت می‌کند.

## در فرهنگ عامه
- در ۱۹۹۴ نویسنده آمریکایی- دومنیکن خولیا آلوارز رمانی با عنوان به زمان پروانه‌ها منتشر کرد که زندگی خواهران میرابال را به زبان داستان روایت می‌کرد.[۱]
- براساس این رمان در سال ۲۰۰۱ فیلمی با همین نام با بازی سلما هایک در نقش مینروا و ادوارد جیمز الموس در نقش تروخیو و مارک انتونی در یک نقش مکمل ساخته شد.
- از خواهران میرابال در رمان زندگی شگفت‌انگیز کوتاه اسکار وائو نوشتهٔ خونات دیاز نویسنده آمریکایی-دومنیکن نیز یاد شده‌است.
- داستان سه خواهر در قالب کتاب کودک با عنوان چگونه پروانه‌ها بال درمی‌آورند نیز تصویر شده‌است.
- فیلمساز شیلیایی سیسیلیا دمیکو فیلم مستندی با عنوان نام رمز: پروانه‌ها تولید کرد. این فیلم حاوی مصاحبه با دده و سایر افراد خانوادهٔ میرابال است.
- میشله رودریگوئز هنرپیشه نیز در تهیه فیلم تروپیکو د سنگرِ (خون گرمسیری) که زندگی سه خواهر را روایت می‌کرد مشارکت نمود. او در این فیلم در نقش مینروا ظاهر شد. دده میرابال نیز در تولید این فیلم شرکت داشت.
- ماریوس وارگاس یوسا سال ۲۰۰۰ در رمان سوربز ترور تورخیو و اثراتش بر زندگی مردم دومنیکن را روایت کرده. او به خواهران میرابال نیز اشاره کرده‌است.
- بازیکن تنیس معروف اهل دومنیکن مایکل-ری پالارس گونزالز از عموزادگان خواهران میرابال است.